# Грб Квебека
Грб Квебека је провинцији доделила краљица Викторија 26. маја 1868. године. Власти у Квебеку измениле су грб 9. децембра 1939. године. 
Штит је подељен у три хоризонтална поља:
- Горње: три златна љиљана на плавој позадини, симбол краљевске Француске
- Средње: златни лав у пролазу на црвеној позадини, традиционални симбол британске монархије
- Доње: три зелена јаворова листа на златној позадини, симбол Канаде (данас су то три црвена јаворова листа, види Грб Канаде)

Изнад штита је краљевска круна, а испод је сребрни свитак са мотом провинције на француском Je me souviens - сећам се.